# Shattuckit
Shattuckit (ang. shattuckite) – minerał z gromady krzemianów łańcuchowych. Należy do grupy minerałów bardzo rzadkich. Do niedawna shattuckit i plancheit były uważane za tożsame minerały. Nazwa pochodzi od nazwy miejsca odkrycia - kopalni Shattuck w Bisbee (Arizona).  Jest minerałem wtórnym do malachitu. Często tworzy pseudomorfozy po malachicie, kuprycie, kwarcu, dioptazie.
Jest minerałem o barwie od jasnoniebieskiej do ciemnoniebieskiej. Przeświecający do nieprzezroczystego. Połysk szklisty do jedwabistego. Krystalizuje się w układzie rombowym. Kryształy mają pokrój wydłużonych słupów. Łupliwość doskonała w dwóch kierunkach. Przełam nierówny. Skupienie drobnoziarniste, włókniste, rzadziej zbite. Występuje w strefie utleniania rud miedzi. Występowanie: USA - kopalnie Shattuck, Bisbee, Ajo; Zair - Katanga, Namibia - Kunene.
Znaczenie głównie kolekcjonerskie. Sporadycznie używany do wyrobu biżuterii, zwykle w formie kaboszonów.

## Galeria

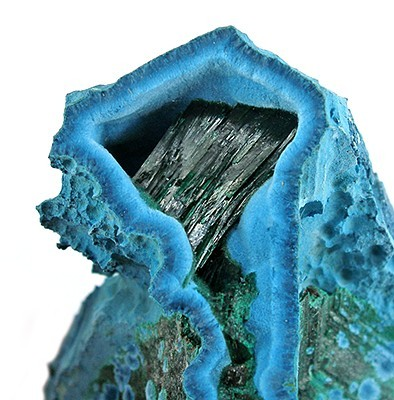
Shattuckit z malachitem, Kaokoveld Mine, Namibia.
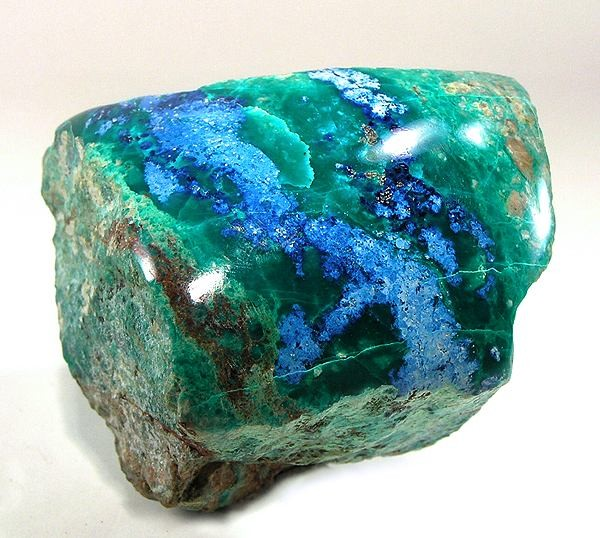
Shattuckit z malachitem, New Cornelia mine, Ajo, Arizona.